# Vánoce u Simpsonových
Vánoce u Simpsonových (v anglickém originále Simpsons Roasting on an Open Fire) jsou 1. díl 1. řady amerického animovaného seriálu Simpsonovi. Scénář napsala Mimi Pondová a díl režíroval David Silverman. V USA měl premiéru dne 17. prosince 1989 na stanici Fox Broadcasting Company a v Česku byl poprvé vysílán 26. února 1993 na stanici ČT1.

## Děj
Čas Vánoc se blíží. Bart s Lízou píší dopisy Santovi, Homer a Ned soupeří ve výzdobě domů a Marge – k nelibosti jejího manžela – zavolají Patty a Selma s nabídkou, že se na Štědrý večer zastaví.
Jenže tato idylka má brzy skončit. Pan M. Burns totiž nevyplatí svým zaměstnancům každoroční vánoční prémie, což by samo o sobě nebyla taková tragédie, peníze na dárky by se vzaly z Marginých úspor, jenže Bart opět provede jednu ze svých lumpáren, a to sice, že si nechá udělat tetování a na jeho odstranění padnou právě úspory.
Navíc Marge neví, že Homer přišel o prémie, a ten se to před ní snaží ututlat. Vydává se sám na nákupy, ve snaze pořídit dárky, ale na žádné pořádné nemá peníze, proto se rozhodně přihlásit jako Santa Claus rozveselující děti v obchodním domě s nadějí, že si něco vydělá a přece jen zachrání Simpsonovské Vánoce.
Mezitím se také vydává pro vánoční stromeček, jenže všechny jsou moc drahé a výplatu za Santa Clausování má dostat až na Štědrý den, a tak mu nezbývá nic jiného než stromeček ukrást z lesa.
Hlava rodiny konečně nastupuje k dočasné práci v obchodním centru. Zničehonic se tam ale objeví Bart a on je prozrazen. Vysvětlí synovi, jak se věci mají a že jakmile zde svoji práci dokončí, bude vše zase v pořádku.
Na večer si tedy jde Homer pro výplatu, ale dostane pouhých 13 dolarů, to v něm uhasí i poslední plamínky odhodlání, co měl. V tu chvíli potkávají Barneyho a ten začne pobízet Homera, aby šel společně s ním na psí závody a výplatu vsadil. Homerovi se to nejdříve nezdá, ale nakonec souhlasí a i s Bartem se vydávají na stadion.
Navzdory Barneyho radě vsadí na psa jménem Spasitel. Ten však dobíhá poslední a Homer už je vážně zoufalý. S Bartem prohledávají sázenky poházené na parkovišti před závodní halou, ale nic se jim najít nepodaří. V tom zaslechnou bědování kohosi a zahlédnou muže, jak odhání právě toho psa, na kterého měli vsazeno. Ten skočí Homerovi přímo do náruče a na Bartovo naléhání souhlasí, že si ho nechají.
Vrací se domů a Homer přiznává barvu, ovšem toto vše přehluší nadšení ze Spasitele, kterého Marge považuje za nejlepší vánoční dárek.
Na závěr celá rodina zpívá vánoční koledy.

## Vývoj

### Původ seriáluSimpsonovi
Tvůrce Simpsonových Matt Groening přišel s nápadem na Simpsonovy v hale kanceláře Jamese L. Brookse. Brooks, producent skečového komediálního pořadu The Tracey Ullman Show, chtěl použít sérii krátkých animovaných filmů jako vsuvky mezi skeči. Požádal Groeninga, aby předložil nápad na sérii krátkých animovaných filmů, které chtěl Groening původně prezentovat jako svůj seriál Life in Hell. Když si však Groening uvědomil, že animace seriálu Life in Hell by si vyžádala zrušení publikačních práv na jeho životní dílo, zvolil jiný přístup a zformuloval svou verzi dysfunkční rodiny.
Rodina Simpsonových se poprvé objevila jako krátký film v pořadu The Tracey Ullman Show 19. dubna 1987, Groening animátorům předložil pouze základní náčrty a předpokládal, že postavy budou při výrobě doupraveny. Animátoři však jeho kresby pouze překopírovali, což vedlo k hrubému vzhledu postaviček v prvních krátkých epizodách. V roce 1989 tým produkčních společností adaptoval Simpsonovy do půlhodinového seriálu pro společnost Fox Broadcasting Company. Brooks vyjednal ve smlouvě se stanicí Fox ustanovení, které jí znemožňovalo zasahovat do obsahu seriálu. Groening uvedl, že jeho cílem při tvorbě seriálu bylo nabídnout divákům alternativu k tomu, co nazýval „mainstreamovým brakem“, který sledovali. Půlhodinový seriál měl premiéru 17. prosince 1989 dílem Vánoce u Simpsonových. 

### Produkce
Vánoce u Simpsonových jsou první epizodou Simpsonových a stanice Fox byla z tohoto seriálu nervózní, protože si nebyla jistá, zda dokáže udržet pozornost diváků po celou dobu trvání dílu. Navrhovali natočit 3 sedmiminutové krátké části na epizodu a čtyři speciály, dokud se diváci nepřizpůsobí, ale nakonec producenti zariskovali a požádali Fox o 13 celovečerních epizod. Premiéra seriálu byla původně plánována na dřívější dobu, na podzim 1989, a to epizodou Hezkej večer. Kvůli velkým problémům s animací této epizody začal seriál 17. prosince touto epizodou. Hezkej večer se místo toho vysílal jako závěr 1. řady. Díl jako první odvysílaný postrádal úvodní část, jež byla později přidána v druhé epizodě Malý génius, když si Groening uvědomil, že delší úvod má za následek méně animace. Protože Vánoce u Simpsonových byly 8. vyrobenou epizodou, ale 1. odvysílanou, mají propracovanější animaci než následující díly, jako například Malý génius a Homerova odysea. Navíc jsou v dílech více rozvinuty osobnosti postav.
Část vánoční pohádky Santas of Many Lands vychází z Groeningových zkušeností ze 2. třídy, kdy vypracoval referát o Vánocích v Rusku. Groening také tvrdí, že této epizodě se nesprávně připisuje vznik „alternativní verze“ písně „Jingle Bells“, která se stala známou písní na dětských hřištích. Během Lízina vystoupení na vánoční besídce se zdá, že je od pasu dolů nahá. Podle Davida Silvermana šlo o chybu animace a měla mít na sobě tělovou punčochu, ale korejští animátoři ji nevybarvili.
Mimi Pondová napsala tuto epizodu, jež je jedinou, kterou pro seriál napsala, a scenárista štábu Al Jean vymyslel název „Simpsons Roasting on an Open Fire“, jenž odkazuje na „Vánoční píseň“, známou také jako „Chestnuts Roasting on an Open Fire“ (v českém překladu „Kaštany pečené na otevřeném ohni“). David Silverman tuto epizodu režíroval a Rich Moore navrhl Neda Flanderse. Několik scén navrhl Eric Stefani, bratr Gwen Stefani, zpěvačky rockové skupiny No Doubt. V této epizodě má Barney Gumble blonďaté vlasy, jež měly stejnou barvu jako jeho pleť, ale později se od toho upustilo kvůli přesvědčení, že takové vlasy by měla mít jen rodina Simpsonových. V této epizodě se poprvé objevují Seymour Skinner, Milhouse Van Houten, Sherri a Terri, Vočko Szyslak, pan Burns, Barney Gumble, Patty a Selma, Ned a Todd Flandersovi, Spasitel, Sněhulka II, Dewey Largo a Lewis, poprvé je zmíněna Sněhulka I a z reproduktoru v elektrárně je slyšet Waylon Smithers, který nicméně není vidět.

## Přijetí
V původním americkém vysílání se Vánoce u Simpsonových umístily na 30. místě v týdenní sledovanosti v týdnu od 11. do 17. prosince 1989 s ratingem 14,5 podle agentury Nielsen a sledovalo je přibližně 13,4 milionu domácností. Byl to do té doby druhý nejlépe hodnocený pořad na stanici Fox.
Po odvysílání epizoda získala od televizních kritiků převážně pozitivní hodnocení. Robert Canning z IGN v recenzi epizody z roku 2008 poznamenal, že „ačkoli se nejedná o nejvtipnější epizodu, rozhodně byla průlomová. (…) Touto epizodou Simpsonovi zvládli svou premisu a rozhodně měli náskok“. Warren Martyn a Adrian Wood, autoři knihy I Can't Believe It's a Bigger and Better Updated Unofficial Simpsons Guide, o epizodě uvedli: „Je to větší a lepší: docela standardní raná série, která ještě nedosáhla svého vrcholu.“. Dále uvedli, že „realismus první sezóny je hodně patrný, jen laser použitý k odstranění Bartova tetování naznačuje, čím se seriál stane“.
David B. Grelck v recenzi první série na DVD udělil epizodě hodnocení 3½/5 a komentoval ji: „Překvapivě má tato raná epizoda spoustu šmrncu pozdějších dílů a navzdory poměrně podivně vypadajícímu výtvarnému zpracování a velmi výraznému hlasu Waltera Matthaua v roli Homera stále dokáže rozesmát.“. Colin Jacobson v DVD Movie Guide v recenzi uvedl, že epizoda „je dobrou, ale ne skvělou ranou epizodou Simpsonových“, a dále ji okomentoval: „Dlouhá léta jsem považoval ‚Roasting‘ za příšernou epizodu, ale není tomu tak. I když nemám pocit, že by byla něčím výjimečná, zůstává poměrně zábavnou epizodou, která má několik zábavných momentů.“.
Díl byl v roce 1990 nominován na dvě ceny Emmy: za vynikající animovaný pořad a za vynikající střih pro minisérii nebo speciál. Protože byl díl Vánoce u Simpsonových považován za samostatný speciál, byli Simpsonovi nominováni dvakrát v kategorii animovaný pořad. Tato epizoda prohrála s epizodou Ve víru vášně.
V roce 2009 uvedl server IGN tuto epizodu na 4. místě svého seznamu 10 nejlepších svátečních speciálů a napsal: „Díky neotřelému smyslu pro humor, který jsme se naučili u Simpsonových milovat, a příběhu, který ukazuje hodnotu rodiny o vánočních svátcích, si nemůžeme pomoci a musíme se na tento skvělý speciál dívat každý rok.“. Al Jean, showrunner seriálu, vybral epizodu v roce 2014 jako jednu z pěti zásadních epizod v historii seriálu. V roce 2020 Jean uvedl, že jde o díl, který mnozí považují za oblíbený“.

## VHS a DVD vydání
Speciál byl součástí The Simpsons Christmas Special, prvního vydání seriálu z roku 1991 na VHS. Epizoda byla také zařazena na DVD The Simpsons – Christmas (později přejmenované na Christmas with The Simpsons), kompilaci vánočních epizod seriálu vyrobenou v roce 2003. Epizoda byla také zařazena na DVD set The Simpsons season one, který byl vydán 25. září 2001. Groening, Brooks a Silverman se podíleli na audiokomentáři k DVD.